# Golf de Vaasa
Le Golf de Vaasa (en finnois : Vaasan Golf) est un parcours de golf situé dans le quartier Kråklund du district de Ristinummi de Vaasa en Finlande.

## Présentation
Le parcours de golf Vaasa de Kråklund, situé à sept kilomètres du centre-ville  de Vaasa, a ouvert en 1969.
Après de nombreuses modifications et extensions, le parcours a été achevé avec 18 trous à l'été 1993. 
L'architecte suédois Björn Eriksson a été responsable des dernières rénovations. 
Le parcours a été complété avec 27 trous en juillet 2006.